# Bon Aqua Junction (Tennessee)
Bon Aqua Junction es un lugar designado por el censo ubicado en el condado de Hickman en el estado estadounidense de Tennessee. En el Censo de 2010 tenía una población de 1.230 habitantes y una densidad poblacional de 100,83 personas por km².

## Geografía
Bon Aqua Junction se encuentra ubicado en las coordenadas 35°55′41″N 87°18′45″O / 35.92806, -87.31250. Según la Oficina del Censo de los Estados Unidos, Bon Aqua Junction tiene una superficie total de 12.2 km², de la cual 12.2 km² corresponden a tierra firme y (0%) 0 km² es agua.

## Demografía
Según el censo de 2010, había 1.230 personas residiendo en Bon Aqua Junction. La densidad de población era de 100,83 hab./km². De los 1.230 habitantes, Bon Aqua Junction estaba compuesto por el 95.77% blancos, el 2.36% eran afroamericanos, el 0.16% eran amerindios, el 0.16% eran asiáticos, el 0% eran isleños del Pacífico, el 0.24% eran de otras razas y el 1.3% pertenecían a dos o más razas. Del total de la población el 0.73% eran hispanos o latinos de cualquier raza.